# 歩兵第115連隊
歩兵第115連隊（ほへいだい115れんたい、歩兵第百十五聯隊）は、大日本帝国陸軍の歩兵連隊の一つ。日中戦争勃発を受けて、群馬県高崎市にて編成された特設第114師団の隷下部隊として歩兵第15連隊の予備役召集などにより編成。
1939年（昭和14年）に一旦解隊するが、翌1940年（昭和15年）、歩兵第15連隊の満洲移駐により高崎を衛戍地とする常設連隊として第51師団隷下に再編成された。その後南支方面から1942年（昭和17年）に南方戦線に派遣。ニューギニアの戦いで壊滅的打撃を受けた。

## 沿革
- 1937年（昭和12年）10月18日、創設。第114師団隷下。
- 1937年（昭和12年）10月-12月、南京攻略戦に参加。
- 1938年（昭和13年）2月、北支方面に転戦。同年5月、徐州方面。
- 1939年（昭和14年）8月、高崎に帰還。軍旗奉還。
- 1940年（昭和15年）8月、歩兵第15連隊の満州移駐とともに再召集、高崎市を衛戍地とする。
- 1941年（昭和16年）8月、南支派遣軍。
- 1942年（昭和17年）11月、ラバウル進出（第18軍隷下）。
- 1943年（昭和18年）2月28日-3月3日、ニューギニア島へ向かう途中のダンピール海峡で大規模な空襲を受け、壊滅的な打撃を被る（ビスマルク海海戦）。その後ニューギニアで消耗戦を繰り返しつつ終戦を迎える。

## 連隊長
| 第一次 |            |                       |                   |
| 1      | 矢ヶ崎節三 | 1937.10.22 -          | 中佐              |
| 2      | 遠藤寅平   | 1938.6.22 - 1939.9.10 | 中佐、1939.8.大佐 |
| 第二次 |            |                       |                   |
| 1      | 遠藤寅平   | 1940.9.7 - 1943.3.3   | 戦死（海没）      |
| 2      | 松井隆美   | 1943.3.15 -           | 1945.3.少将       |